# 일 빌
일 빌(Ill Bill, 1972년 7월 14일 ~ )은 미국의 래퍼이자 음악 프로듀서이다.